# Arrhenophanidae
Arrhenophanidae là một họ bướm đêm thuộc bộ Lepidoptera.

## Các chi
- Arrhenophanes
- Cnissostages
- Dysoptus
- Notiophanes
- Palaeophanes

Chi Parameristis với loài Parameristis eremaea hiện được xem là thuộc họ Psychidae nằm trong chi Lamyristis.